# Sunpower
SunPower Corporation diseña y manufactura celdas fotovoltaicas de silicio cristalino de alta calidad, tejas y módulos fotovoltaicos basado en una tecnología de silicio inventada en la Universidad de Stanford. Total S.A.,la tercera mayor compañía petrolera de Europa, es el accionista mayoritario de Sunpower con un 66% de las acciones, , y cotiza en el NASDAQ como SPWR (anteriormente SPWRA y SPWRB). SunPower Corporation es un componente del Dow Jones de Petróleo y Gas DJUSEN.

## Historia
En 1997, Las celdas solares de SunPower fueron utilizadas en la aeronave de gran altitud NASA Pathfinder.
En enero de 2007, SunPower corporation adquirió PowerLight Corporation, un proveedor y líder mundial de sistemas de energía solar a gran escala.
En febrero de 2010, SunPower corporation adquirió a la empresa de Energía Renovable de Europa SunRay (Europe's SunRay Renewable Energy) por $277 millones.
El 29 de abril de 2011, Total S.A. acordó comprar el 60% de SunPower por US$1.38 billones.
El 23 de diciembre de 2011, SunPower anunció un acuerdo para adquirir Tenesol SA.
En octubre de 2014, SunPower fue descrita como "Dominante en fabricantes de paneles solares de Silicon Valley." 

## Celdas
Las celdas solares de silicio monocristalino a escala 125 mm de SunPower, se basan en un diseño de la parte trasera de contacto que elimina la metalización del lado frontal, maximizan el área de celdas de trabajo, elimina cables redundantes y hace más fácil la producción automatizada. La formación de la unión en la parte trasera de la celda, en combinación con un tratamiento de superficie inteligente, permiten atrapar y convertir mucho más los fotones disponibles en electrones de rendimiento móviles dando un salto en la eficiencia. La célula emplea varios otros avances técnicos para aumentar la eficiencia, incluyendo una capa de pasivación de óxido en la parte trasera para negar las regiones de recombinación electrón-hueco no deseados.
El 23 de junio de 2010, SunPower Corp anunció que ha producido una célula solar a gran escala con luz solar a la eficiencia de conversión de energía eléctrica del 24,2 por ciento en su planta de fabricación en las Filipinas. Se trata de un nuevo récord mundial, confirmado por el Laboratorio de Energías Renovables (NREL) del Departamento de Energías de Los Estados Unidos, para grandes áreas de láminas de silicio.

## Instalaciones

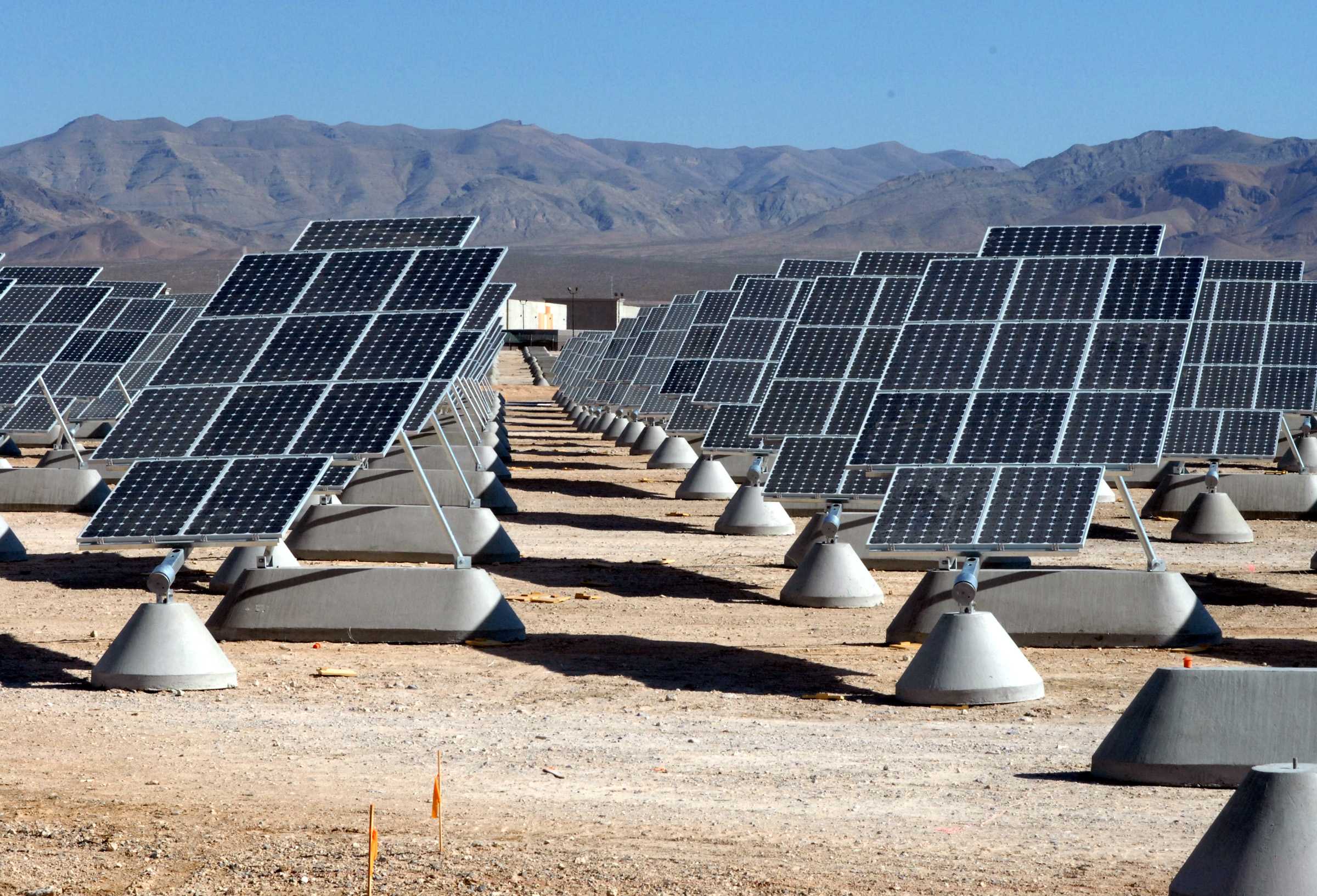
Planta de energía solar fotovoltaica de Base de la Fuerza Aérea de Nellis, Nevada (EE. UU.).

SunPower ha anunciado recientemente una serie de proyectos alrededor del mundo que utilizan su tecnología patentada de seguimiento solar. La compañía mantiene una posición líder en el mercado en España con más de 61 megavatios instalados; recientemente completó una planta de energía solar de 2,2 megavatios en Mungyeong, Corea; y la instalación solar de 15 megavatios de la Base de la Fuerza Aérea de Nellis en Nevada.
En 2008, Agilent Technologies y SunPower Corporation anunciaron la construcción de un sistema de seguimiento solar de 1 megavatio en el campus de Agilent que comenzaría a producir electricidad a mediados de octubre. El sistema cuenta con una estructura cubierta de 3 hectáreas, con cerca de 3.500 paneles solares de SunPower que siguen al sol durante todo el día. El diseño del sistema de seguimiento solar de SunPower genera hasta un 25 por ciento más de energía para Agilent que un sistema de techo plano de tamaño similar, según la compañía. Como resultado, la planta solar de Agilent es una de los mayores generadores de energía solar en el condado de Sonoma, California.

## Desarrollo en bolsa de valores
Las acciones cotizan en el Photovoltaik Global 30 Index desde el comienzo de este desde 2009.

## Asociaciones
La Lámpara solar y el cargador de teléfonos de WakaWaka creados por Off-Grid Solutions utilizan una celda monocristalina de SunPower del 22% de eficiencia.